# Katarina Bivaldová
Katarina Bivaldová, nepřechýleně Katarina Bivald (* 1983) je švédská spisovatelka. Zaujala již svojí prvotinou Läserne i Broken Wheel rekommenderar (česky: Čtenáři z Broken Wheel doporučují) z roku 2013. Pojednává o tom, že ke štěstí nestačí pouze snít při čtení krásných knížek, ale je nutné najít si přátele (třeba na druhém konci světa) a s jejich pomocí začít své sny uskutečňovat. Její „feel-good“ román, jak jej sama nazývá, vyšel již v pětadvaceti zemích a velký úspěch zaznamenal v USA, kde, v zapomenutém městečku (Broken Wheel) ve státě Iowa, se odehrává děj románu.

## Život
Než se stala spisovatelkou na plný úvazek, byla Katarina Bivaldová zaměstnána na částečný úvazek v knihkupectví a pracovala jako konzultantka pro neziskové organizace. Angažuje se ve společenských organizacích, švédské pobočce OSN, Červeném kříži; je členkou feministického hnutí. V současnosti žije se sestrou poblíž Stockholmu a věnuje se spisovatelské činnosti.

## Dílo
- 2013 – Läserne i Broken Wheel rekommenderar (česky: Čtenáři z Broken Wheel doporučují, překlad: Martina Kašparová, Host, 2016, ISBN 978-80-7491-528-4)
- 2015 – Livet, motorcyklar och andra omöjliga projekt (Život, motorky a jiné nemožné projekty)